# Arzénessav
Az arzénessav egy szervetlen vegyület, melynek képlete H3AsO3. Vizes oldatokban fordul elő, külön anyagként még nem sikerült izolálni. Ez azonban semmit nem von le az As(OH)3 jelentőségéből.

## Jellemzői
Az As(OH)3 egy piramisos elrendezésű molekula, mely három hidroxi-csoportot tartalmaz, melyek mind egy arzénhoz kapcsolódnak. Az 1H mágneses magrezonanciaspektrum egy jelből áll, mely összhangban van a molekula magas szintű szimmetriájával. Ezzel ellentétben a nominálisan ide kapcsolódó foszforos elemek, mint a H3PO3 leginkább a HPO(OH)2 struktúráját veszik fel. Az arzénos és a foszforos vegyületek viselkedése közti különbség azzal magyarázható, hogy a magasabb oxidációs állapotok egy csoporton belül annál stabilabbak, minél kisebb a tömegük.
Egyes esetekben amfoter anyag, például sósavval, hidrogén-bromiddal, hidrogén-jodiddal megfordíthatóan reagál arzén-trikloridot, arzén-tribromidot és arzén-trijodidot képezve.
As(OH)3(aq) + 3HCl(aq) ⇔ AsCl3(aq) + 3H2O(l)
As(OH)3(aq) + 3HBr(aq) ⇔ AsBr3(aq) + 3H2O(l)
As(OH)3(aq) + 3HI(aq) ⇔ AsI3(aq) + 3H2O(l)

## Reakciói
Az As(OH)3 előállításához az arzén-trioxid vízben való hidrolízisére van szükség. Bázis hozzáadásával az arzénessav arzenitionokká alakul át. [AsO(OH)2]−, [AsO2(OH)]2−, és [AsO3]3−. Az első pKa 9,2, As(OH)3 egy gyenge sav. Az arzén-trioxid vizes reakciói az arzénessav és annak konjugált bázisainak tudhatóak be.

## Toxikológia
Az arzéntartalmú vegyületek nagyon mérgezőek és karcinogének. Az arzénessav vízmentes változata, az arzén-trioxid megtalálható növényvédő szerekben és különféle gyógyszerekben.